# Полифонт
Полифонт (др.-греч. Πολυφόντης). Полумифический царь Мессении. Гераклид, брат Кресфонта, убил самого Кресфонта и двух его сыновей и бросил тела детей на растерзание собакам. Воцарился в Мессении вместо Кресфонта и насильно женился на его вдове Меропе. Вскоре был убит Эпитом.
Действующее лицо трагедии Еврипида «Кресфонт» (фр.449-459 Наук).